# 醬汁

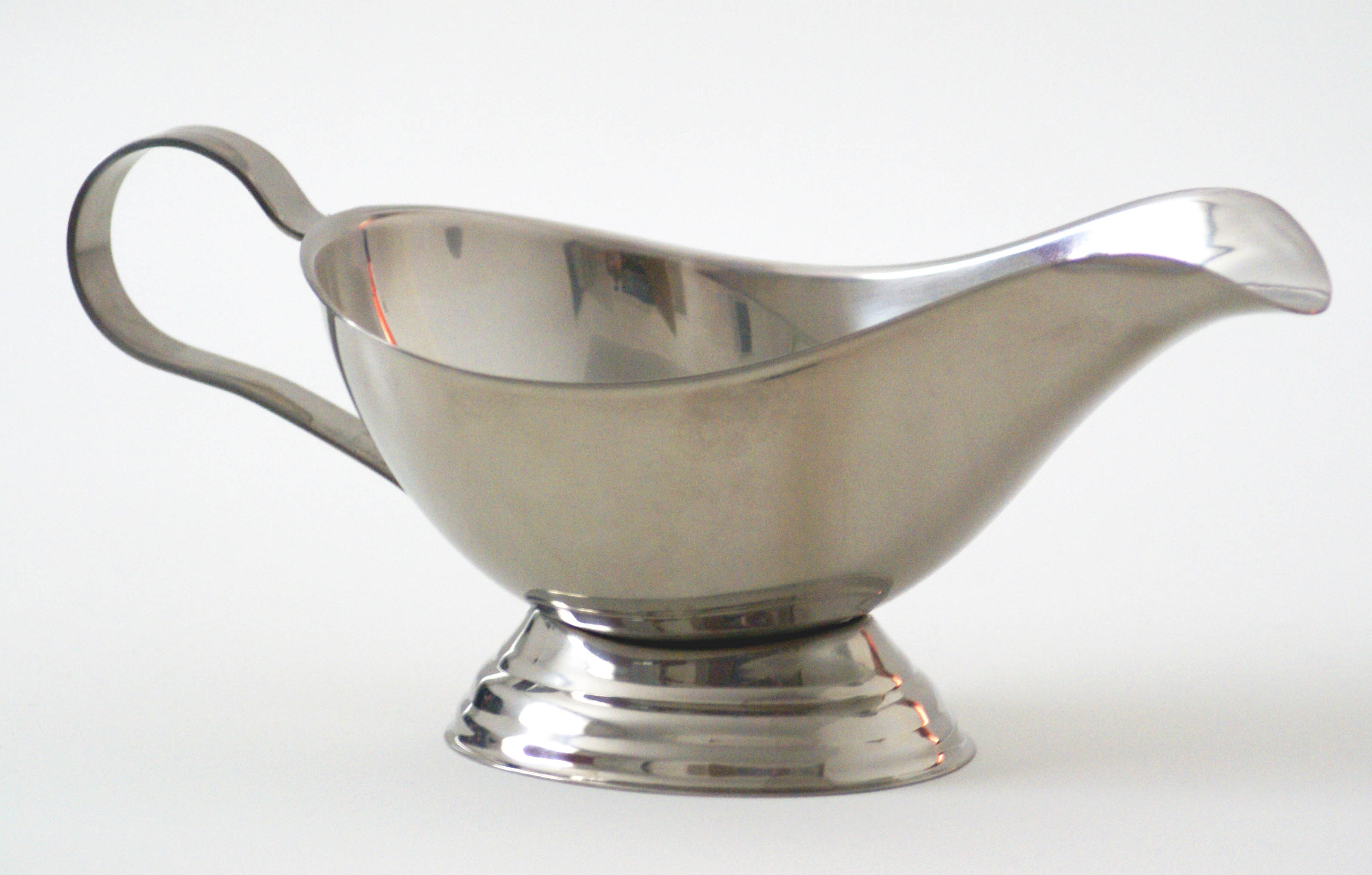
西餐盛醬的醬料船

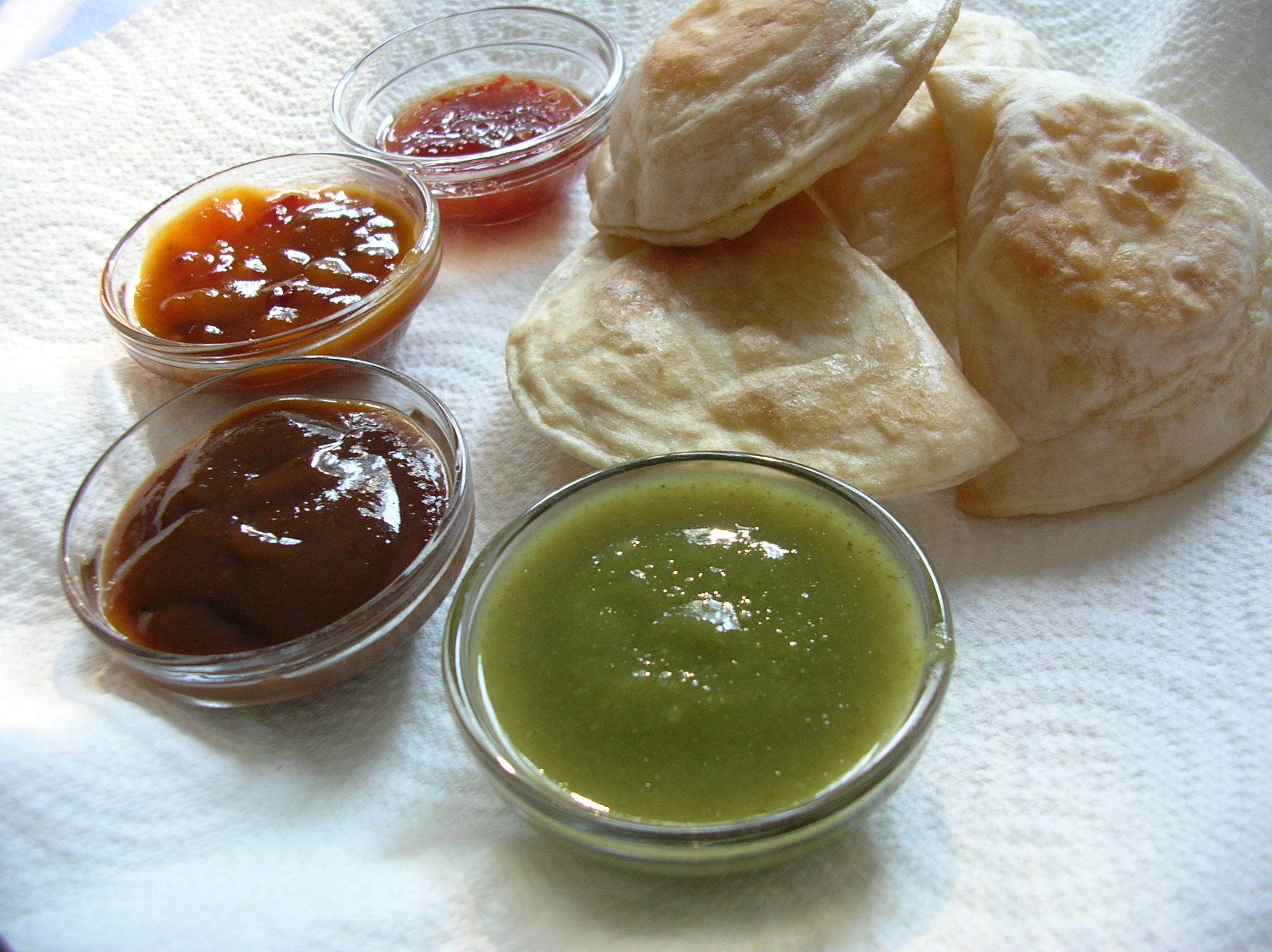
咖喱角和四种佐餐用蘸酱

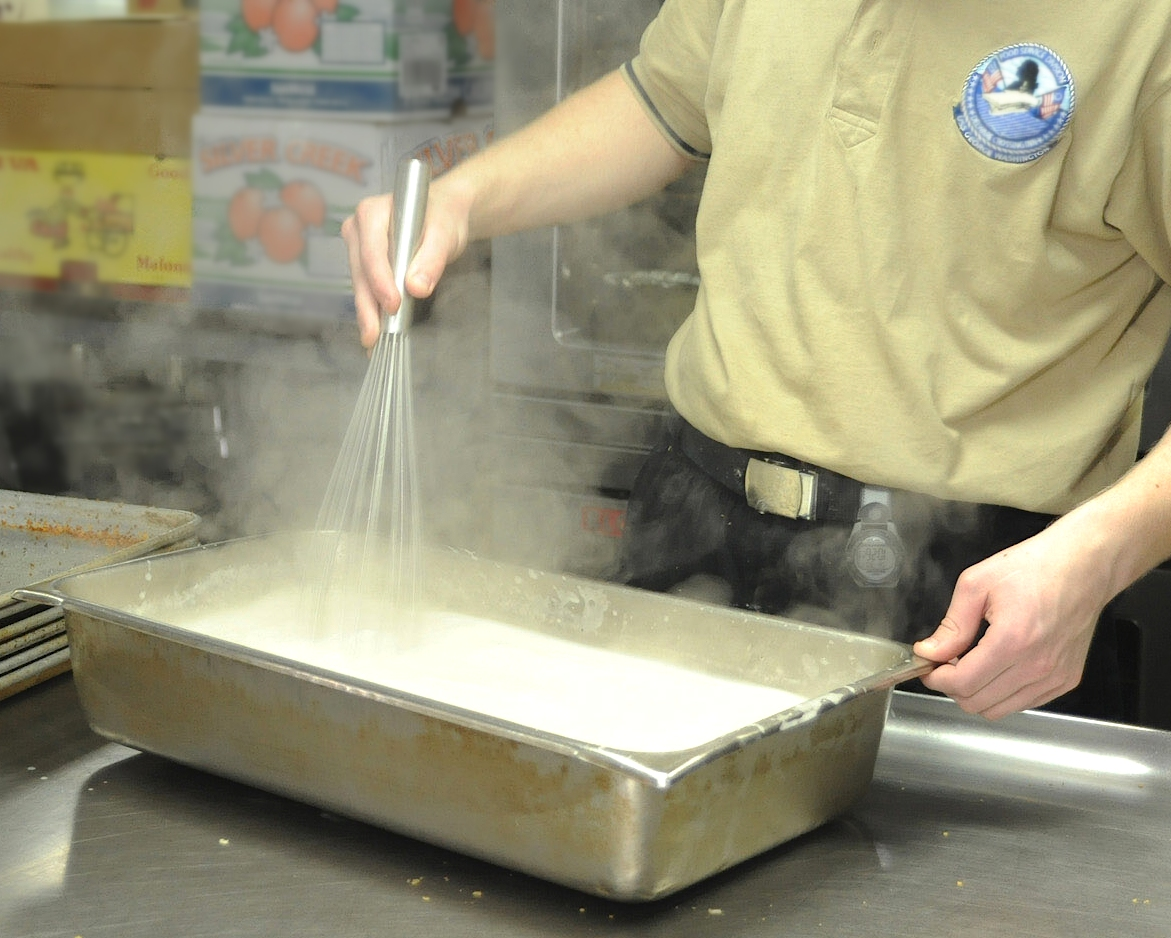
正在制作酱汁的主厨师傅

酱汁泛指液態或糊狀的調味料、佐料或副食品，材料以豆类、小麦粉、水果、肉类或鱼虾等物为主。其中較濃稠的稱為醬，較稀的稱為汁。欧洲最古老的被记录下来的酱汁为古希腊的鱼酱，亚洲则为周礼中所记载的酱（豆酱和面酱）。

## 常見的醬汁
- 醬油
- 魚露
- 蝦醬
- 豆豉
- 味噌
- 豆腐乳
- 辣椒醬
- 豆瓣醬
- 甜麵醬
- 咖哩
- 沙茶
- 蛋黃醬
- 千島醬
- 燒烤醬
- 芥末醬
- 沙拉醬
- 照燒醬